# Przesmyki (gmina)
Przesmyki – gmina wiejska w województwie mazowieckim, w powiecie siedleckim. W latach 1975–1998 gmina położona była w województwie siedleckim.
Siedziba gminy to Przesmyki.
Według danych z 30 czerwca 2004 gminę zamieszkiwały 3744 osoby.

## Struktura powierzchni
Według danych z 2002 gmina Przesmyki ma obszar 117,13 km², w tym:
- użytki rolne: 76%
- użytki leśne: 19%

Gmina stanowi 7,31% powierzchni powiatu.

## Demografia
Dane z 30 czerwca 2004:
| Opis                              | Ogółem | Ogółem | Kobiety | Kobiety | Mężczyźni | Mężczyźni |
| --------------------------------- | ------ | ------ | ------- | ------- | --------- | --------- |
| jednostka                         | osób   | %      | osób    | %       | osób      | %         |
| populacja                         | 3744   | 100    | 1838    | 49,1    | 1906      | 50,9      |
| gęstość zaludnienia (mieszk./km²) | 32     | 32     | 15,7    | 15,7    | 16,3      | 16,3      |

- Piramida wieku mieszkańców gminy Przesmyki w 2014[6]

## Wójtowie
- Andrzej Lucjan Skolimowski (1990[7][8][9]–2024)
- Marek Zalewski (od 2024)[10]

## Sołectwa
Cierpigórz, Dąbrowa, Głuchówek, Górki, Kaliski, Kamianki-Czabaje, Kamianki Lackie, Kamianki-Nicki, Kamianki-Wańki, Kukawki, Lipiny, Łysów, Pniewiski, Podraczynie, Przesmyki, Raczyny, Stare Rzewuski, Tarków, Tarkówek, Wólka Łysowska, Zalesie, Zawady, Zaborów.

## Sąsiednie gminy
Korczew, Łosice, Mordy, Paprotnia, Platerów